# کاروانسرای اله‌آباد
کاروانسرای اله آباد مربوط به دوره متاخر اسلامی دوره قاجار است و در شهرستان اردکان، بخش خرانق، دهستان اله آباد، روستای اله آباد واقع شده و این اثر در تاریخ ۲۲ آبان ۱۳۸۶ با شمارهٔ ثبت ۱۹۹۰۴ به‌عنوان یکی از آثار ملی ایران به ثبت رسیده است.